# Salomon Eberhard Henschen

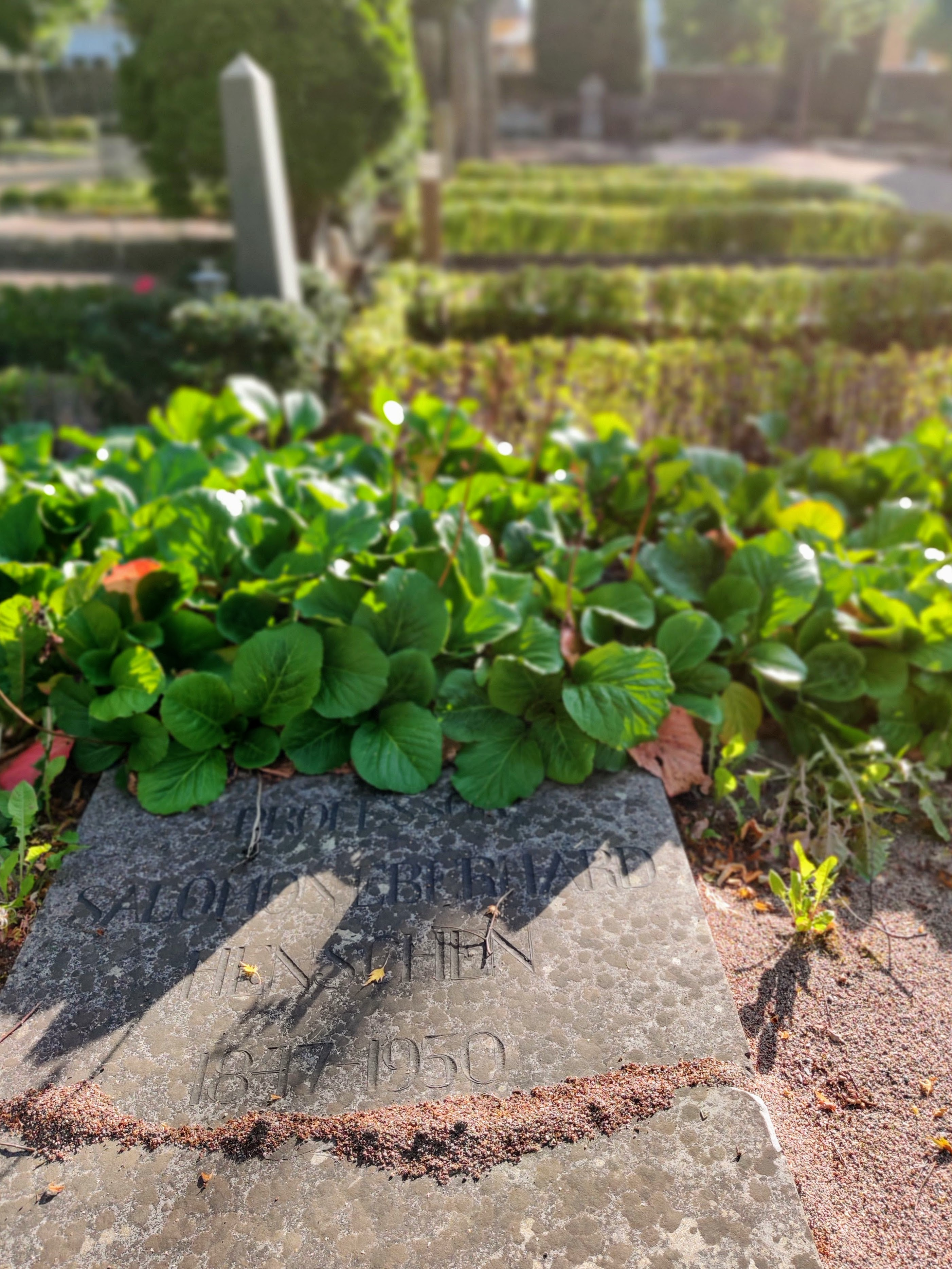
Gravvård på Uppsala gamla kyrkogård.

Salomon Eberhard Henschen, född 28 februari 1847 i Uppsala, död 16 december 1930 i Stockholm, var en svensk läkare och professor. Han var son till L. V. Henschen och gifte sig 1879 med Gerda Maria Sandell med vilken han hade barnen Folke Henschen, Astri Douglas, Dagny Henschen-Nyman och Ingegerd Henschen-Ingvar. Han var farfar till Helga Henschen och morfar till bland andra Britt G. Hallqvist och David H. Ingvar. Vidare var han farfars far till Helena Henschen samt farmors far till Martin Ingvar och Gustaf Douglas.

## Biografi
Henschen blev student vid Uppsala universitet 1862, medicine kandidat 1873, medicine licentiat vid Karolinska Institutet i Stockholm 1877 samt promoverades 1880 till medicine doktor vid Uppsala universitet, sedan han 1879 utgivit en experimentell avhandling Om indigosvafvelsyradt natrons avsöndring i njurarna, för vilken han erhöll Svenska Läkaresällskapets pris. Han utnämndes 1880 till laborator i experimentell patologi och patologisk anatomi i Uppsala, speciminerade 1881 för professuren i praktisk medicin där med en avhandling Studier öfver huvudets neuralgier och utnämndes till ifrågavarande professur 1882. Åren 1886–1900 var han intendent vid kurorten Sätra brunn.  Under alla dessa år begärde han sommartid tjänstledigt från professuren och överläkartjänsten vid Akademiska sjukhuset. Åren 1900–12 var han professor i invärtes medicin vid Karolinska institutet i Stockholm. I mars 1923 kallades han att delta i konsultationer vid Lenins sjukbädd.
Henschen ägnade sig med stor framgång åt studier över nervsystemets sjukdomar och redovisade dessas resultat dels i flera smärre avhandlingar, dels i det omfattande arbetet Klinische und anatomische Beiträge zur Pathologie des Gehirns (sju band, 1890–1923), som förskaffade honom Letterstedtska priset och två av Svenska Läkaresällskapets priser. I Penzoldts och Stintzings "Handbuch der therapie" skrev Henschen avdelningen Behandlung der Erkrankungen des Gehirns (1896, tredje upplagan 1903). Av hans omfattande produktion kan vidare nämnas Über die Hörsphäre (1916), belönad med Flormanska priset och Retzius’ guldmedalj, Zur Kenntniss der Migräne (1913), Erfahrungen über Diagnostik und Klinik der Herzklopfenfehler (1916), belönt med Alvarengapriset, I alkoholfrågan (1913), Om hjernans byggnad ock verksamhet (1921). Tillsammans med Birger Nerman utgav han Ture Hederströms "Fornsagor och Eddakväden" (1917-18).
Henschen blev i början av 1900-talet den förste att beskriva dyskalkyli, som han betecknade akalkyli.
Därjämte meddelade han, dels i Uppsala läkarförenings förhandlingar, dels i utländska tidskrifter ett antal smärre avhandlingar berörande olika områden av den invärtes medicinen. Även bör nämnas hans skrift Om äktenskaps ingående från hälsans synpunkt (1904, tysk översättning 1907). Han redigerade även sammelverket La lutte contre la tuberculose en Suède (1905) och i vilken han själv skrev ett par avhandlingar. Slutligen bedrev han även botaniska studier och utgav som resultat av sådan forskning i Brasilien (1867–69) Études sur le genre Peperomia comprenant les espèces des Caldas (i "Nova Acta Regiae Societatis Scientiarum Upsaliensis", ser. III-VII).
Sistnämnda skrift prisbelönades av Vetenskapssocieteten i Uppsala, av vilken Henschen 1892 blev ledamot. Han blev ledamot av Vetenskapsakademien 1897 och av Vetenskaps- och vitterhetssamhället i Göteborg 1906. Han blev filosofie hedersdoktor i Uppsala 1900, i Halle 1920 och i Padua 1922. Han var även ledamot och hedersledamot av ett stort antal utländska lärda sällskap. År 1921 erhöll han Svenska Läkaresällskapets sekularmedalj. Han var ledamot av Medicinalstyrelsens vetenskapliga råd och av flera kommittéer. Då han fyllde 60 år (1907), hedrades han med en av kolleger och lärjungar honom tillägnad festskrift, utgörande ett band av "Zeitschrift für klinische Medicin".
Salomon Eberhard Henschen är begravd på Uppsala gamla kyrkogård.

## Utmärkelser
- Kommendör med stora korset av Nordstjärneorden, okänt år.

## Tryckta skrifter
Se E.O. Hultgren, "Bibliographia Henscheniana (1872-1906)", tryckt i Festschrift Professor Dr. S.E. Henschen, Direktor der 1. medizinischen Klinik zu Stockholm zu seinem sechtizigsten Geburtstage dem 28. Februar 1907 gewidmet von Kollegen ind Schülern, (Zeitschrift für klinische Medizin 63, 1907, H. 1/) sid. 360-376